# Dolany (województwo wielkopolskie)
Dolany – wieś w Polsce położona w województwie wielkopolskim, w powiecie słupeckim, w gminie Lądek.
Wieś duchowna, własność opata cystersów w Lądzie pod koniec XVI wieku leżała w powiecie konińskim województwa kaliskiego. W latach 1975–1998 miejscowość administracyjnie należała do województwa konińskiego.